# Brachypalpus
Brachypalpus is een vliegengeslacht uit de familie van de zweefvliegen (Syrphidae).

## Soorten
- B. alopex (Osten Sacken, 1877)
- B. amithaon (Walker, 1849)
- B. cyanella (Osten Sacken, 1877)
- B. cyanogaster Loew, 1872
- B. chrysites Egger, 1859
- B. femorata (Williston, 1882)
- B. laphriformis

Gevlekte molmzweefvlieg (Fallen, 1816)
- B. margaritus Hull, 1946
- B. oarus (Walker, 1849)
- B. trifasciatus Hull, 1944
- B. valgus

Grootsprietmolmzweefvlieg (Panzer, 1798)